# یواس‌اس اتحادیه (۱۸۴۶)
یواس‌اس اتحادیه (۱۸۴۶) (به انگلیسی: USS Union (1846)) یک کشتی بود. این کشتی در سال ۱۸۴۶ ساخته شد.